# کیت پرایس
کیت پریس (انگلیسی: Kate Price؛ ‏ ۱۳ فوریهٔ ۱۸۷۲ – ۴ ژانویهٔ ۱۹۴۳) بازیگر اهل ایالات متحده آمریکا بود. وی بین سال‌های ۱۸۹۰ تا ۱۹۳۷ میلادی فعالیت می‌کرد.

## گزیده فیلم‌شناسی
- آپارتمان‌های همتا (۱۹۱۶)
- خیال‌های واهی (۱۹۱۶)
- بچه طردشده (۱۹۱۷)
- پلک زد و برنده شد (۱۹۱۶)
- چاق و بی‌وفا (۱۹۱۶)
- برندگان جایزه (۱۹۱۶)
- فرزند مادر (۱۹۱۶)
- مجلس رقص خدمتکاران (۱۹۱۶)
- یک ضیافت مطبوع (۱۹۱۶)
- خدمتکار سفارشی (۱۹۱۶)
- گناهکاران (فیلم ۱۹۱۶) (۱۹۱۶)
- شب بخیر پرستار (۱۹۱۸)
- آریزونا (۱۹۱۸)
- عشق (۱۹۱۹)
- خانواده همسرم (۱۹۲۲)
- شاهین دریا (۱۹۲۴)
- هفت شانس (۱۹۲۵)
- دلقک تمام‌عیار (۱۹۲۵)
- پردیس (۱۹۲۶)
- شوگرل (۱۹۲۸)
- دو هفته مرخصی (۱۹۲۹)
- آواز یاغی (۱۹۳۰)